# Бейлін Павло Юхимович
Павло Юхимович Бе́йлін (нар. 10 березня 1910, Кривий Ріг — пом. 29 серпня 1988, Київ) — український радянський лікар-хірург, кандидат медичних наук і письменник; член Спілки радянських письменників України з 1934 року.

## Біографія
Народився 25 лютого [10 березня] 1910 року в місті Кривому Розі (нині Дніпропетровська область, Україна) у сім'ї лікаря. Після закінчення у 1933 році Київського медичного інституту, був залишений на науковій роботі і захистив кандидатську дисертацію.
У Червоній армії з вересня 1939 року. У якості військового хірурга брав участь у радянсько-фінській та німецько-радянській війнах. Член ВКП(б) з 1942 року. Війну закінчив у військовому званні підполковника медичної служби. Нагороджений двома орденами Червоної Зірки (27 березня 1943; ?); двома орденами Вітчизняної війни І ступеня (14 квітня 1945; 6 квітня 1985) та орденом Вітчизняної війни ІІ ступеня (24 травня 1944).
У першій половині 1950-х років був київським обласним хірургом. З 1957 року і до смерті жив у Києві, в будинку на вулиці Михайла Коцюбинського, № 2. Працював науковим керівником Київської міської клінічної лікарні № 1. Автор наукових праць, присвячених хірургії та організації охорони здоров'я. Помер у Києві 29 серпня 1988 року. Похований у Києві на Берковецькому цвинтарі.

## Творчість
Друкувався з 1927 року. Писав української та російською мовами. Автор книг:
- «Чотири операції (Нариси з хірургії)» (Київ, 1937);
- «Новели» (Київ; Харків, 1937);
- «Людина живе раз» (Київ, 1941);
- «Записки польового хірурга» (Київ, 1947; про події німецько-радянської війни);
- «Почуття обов'язку» (1949);
- «Повість про велику рідню» (Київ, 1953; про колектив працівників Макаровської лікарні і створені там нові методи лікування);
- «Найдорожче» (Київ, 1956);
- «Живи, солдат» (Київ, 1960; про події німецько-радянської війни);
- «За велінням серця» (Київ, 1961);
- «Михайло Сидорович Коломійченко» (Київ, 1962);
- «Рік щастя» (Київ, 1970);
- «Зціляє повітря» (Київ, 1972);
- «Завжди в дорозі» (Київ, 1978; про Данила Заболотного);
- «Поговори со мною, доктор» (Київ, 1980; українською мовою «Поговори зі мною, лікарю» — Київ, 1982);
- «Твори» (у 2-х томах, Київ, 1985).

Окремі твори перекладені на болгарську, арабську, в'єтнамську, німецьку, французьку, іспанську, англійську, корейську та інші мови.

## Вшанування

Меморіальна дошка.

У 1990 році в Києві, на фасаді будинку по вулиці Михайла Коцюбинського № 2, де мешкав письменник, встановлено бронзову меморіальну дошку (горельєф, скульптор Валерій Медведєв, архітектор П. П. Купрій).